# Scopinella solani
Scopinella solani är en svampart som först beskrevs av Zukal, och fick sitt nu gällande namn av Malloch 1976. Enligt Catalogue of Life ingår Scopinella solani i släktet Scopinella, ordningen Sordariales, klassen Sordariomycetes, divisionen sporsäcksvampar och riket svampar, men enligt Dyntaxa är tillhörigheten istället släktet Scopinella, ordningen köttkärnsvampar, klassen Sordariomycetes, divisionen sporsäcksvampar och riket svampar. Arten är reproducerande i Sverige. Inga underarter finns listade i Catalogue of Life.